# Estelle
Estelle är ett franskt kvinnonamn bildat av det latinska ordet Stella som betyder "stjärna". Det äldsta belägget för namnet i Sverige är från år 1870.
En rollfigur i Lysande utsikter av Charles Dickens bar det namnet, vilket ledde till att namnen kom att användas även i engelskspråkiga länder.[källa behövs]
Den spanska varianten av namnet är Estella.
Den 31 december 2014 fanns det totalt 1 579 kvinnor folkbokförda i Sverige med namnet Estelle, varav 744 bar det som tilltalsnamn. Motsvarande siffror för Estella var 133 respektive 51.
Namnsdag: 15 augusti

## Personer med namnet Estelle

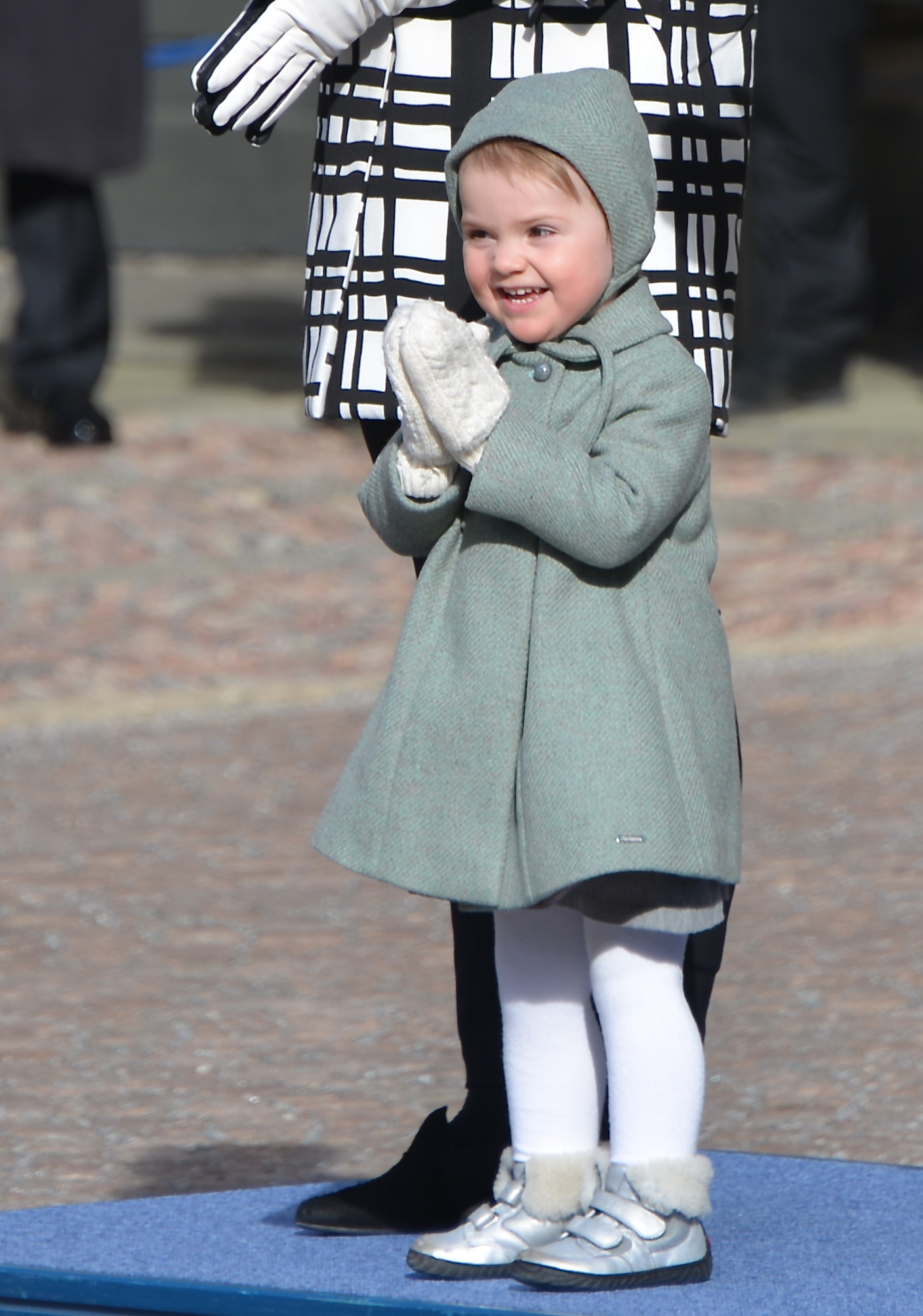
Prinsessan Estelle 2014

- Med koppling till det svenska kungahuset:
  - Prinsessan Estelle, svensk prinsessa och hertiginna
  - Estelle Manville, gift med Folke Bernadotte (som var kung Carl XVI Gustafs gudfar och farfars kusin)
  - Estelle de Geer af Finspång, syssling till prinsessan Estelle och äldsta barnbarn till kung Carl XVI Gustafs syster prinsessan Désirée, nr 312 i den brittiska tronföljden[3]
  - Estelle Assmann, femmänning till kronprinsessan Victoria och barnbarns barnbarn till Gustaf V:s bror Oscar Bernadotte (som var far till bl.a. Folke Bernadotte), nr 1270 i den brittiska tronföljden[3]
  - Två barnbarn och ett barnbarnsbarn till Estelle Manville och Folke Bernadotte, som dock inte har Estelle som tilltalsnamn, nr 1307, 1311 och 1317 i den brittiska tronföljden[3][4]

- Estelle, brittisk sångerska
- Estelle av Saintes, katolskt helgon
- Estelle Bennett, en av medlemmarna i poptrion The Ronettes
- Estelle Getty, amerikansk skådespelare
- Estelle Harris, amerikansk skådespelare
- Estelle Milbourne, svensk TV-personlighet
- Estelle Parsons, amerikansk skådespelare
- Estelle Reiner, amerikansk skådespelare

## Fiktiva personer med namnet Estelle
- Estelle Leonard, rollfigur i TV-serien Vänner, spelad av June Gable
- Estelle Costanza, rollfigur i TV-serien Seinfeld, spelad av Estelle Harris